# Erwin Lauterbach
Erwin Lauterbach (født 21. marts 1949 i Haderslev) er en dansk kok, restauratør og kogebogsforfatter.
Han blev uddannet kok i 1971. Som nyuddannet arbejdede han sammen med Søren Gericke på Restaurant Copenhague i Paris. I 1981 åbnede han sin første restaurant, Restaurant Saison på Hotel Østerport. I 1989 flyttede han restauranten til Skovshoved Hotel, og i 1993 blev den flyttet til Hellerup Parkhotel, hvor den lå indtil den lukkede 31. august 2012.
Siden 2011 har Erwin Lauterbach drevet Restaurant Lumskebugten på Esplanaden i København. Sideløbende med driften af sine restauranter har Lauterbach udgivet flere kogebøger og har bl.a. modtaget Champagneprisen.
I 2006 købte Lauterbach sammen med Claus Meyer og Carl Jones Hotel Saxkjøbing i Sakskøbing med plan om at genåbne restauranten med fokus på lokale råvarer. Jones solgte sin andel til de to andre ved årsskiftet 2008/2009, og Lauterbach forlod stedet i november 2009 således at Meyer blev eneejer.
I 2014 medvirkede han, sammen med flere andre prominente danske kokke, i TV 2s programmet Madklubben.